# Exprivia
Exprivia S.p.A. è una società per azioni italiana che si occupa di progettazione e sviluppo di tecnologie software innovative e di prestazione di servizi IT per il mercato bancario, medicale, industriale, telecomunicazioni e Pubblica Amministrazione.
La società è quotata nell'indice FTSE Italia Small Cap della Borsa Italiana (Codice Isin: IT0001477402 Codice Alfanumerico: XPR).

## Storia
Exprivia è nata nel secondo semestre 2005 dalla fusione di AISoftw@re e Abaco Information Services.
AISoftw@re nasce nel 1983 come AIS per opera del prof. Francesco Gardin, per sviluppare soluzioni software orientate al supporto delle decisioni complesse per il mondo bancario.
Abaco Information Services nasce nel 1988 grazie ad un gruppo di giovani laureati dell'Università di Bari, con l'obiettivo di progettazione e sviluppo di software personalizzato, consulenza specialistica ed integrazione di sistemi.
A fine 2017 viene ufficializzato il completamento dell'operazione di acquisizione dell'81% del capitale di Italtel, storica società italiana del settore delle telecomunicazioni, dopo circa 2 anni di trattative. L'acquisizione prevede: dal 2018 budget coordinati e dal 2020 la progressiva integrazione delle strutture. I marchi verranno diversificati. Tale acquisizione sancisce la nascita di un nuovo player determinante per la trasformazione digitale del mercato italiano.

### Tappe principali
Nel 2007 il gruppo Exprivia acquisisce le società Svimservice e Wel.Network.
Nel 2008 avviene l'acquisizione di Spegea, Infaber, Network Services e Exprivia Sl (Spagna).
Nel 2009 Exprivia acquista il ramo d’azienda Aurora Web di Siemens e Datilog.
Nel 2010 avviene annunciata l'acquisizione del Gruppo Prosap (Spagna, Messico e Guatemala).
Nel 2011 il gruppo acquisisce le aziende Realtech Italia e Sistemi Parabancari.
Nel 2012 viene ufficializzata l'acquisizione di Exprivia do Brasil.
Nel 2013 viene inaugurato l'ufficio rappresentanza in Cina.
Nel 2014 avviene l'acquisizione di Devoteam e la costituzione di Exprivia Asia e Exprivia IT Solutions (Cina).
Nel 2015 il gruppo acquisisce la società ACS.
Nel 2017 Exprivia rafforza l'offerta dei servizi per il settore banche e finanza con il ramo d'azienda ESIET VAS srl e completa l'acquisizione dell'81% del capitale di Italtel.

## Sedi
La società ha sedi operative a Molfetta (BA), Milano, Roma, Lecce, Palermo, Trento, Vicenza, Matera, Madrid, Las Palmas de Gran Canaria, Città del Messico, Monterrey, Città del Guatemala, San Paolo (Brasile), São Bernardo do Campo, Shanghai, Suzhou

## Serie storica
La società presenta un trend con fatturato in aumento e utili in calo, a fronte di crescite dell'organico.
| Anno | Ricavi (€ Mln) | EBITDA (€ Mln) | EBIT (€ Mln) |
| ---- | -------------- | -------------- | ------------ |
| 2017 | 161,2          | 16,3           | 10,7         |
| 2016 | 141,8          | 12,8           | 7,8          |
| 2015 | 144,8          | 15,3           | 10           |
| 2014 | 147,2          | 14,4           | 9,9          |
| 2013 | 131,2          | 13,1           | 8,7          |
| 2012 | 132,5          | 12,4           | 7,2          |